# Бракель, Ян ван
Ян ван Бракель (нидерл. Jan van Brakel; около 1638 — 10 июля 1690, сражение при Бичи-Хед) — голландский адмирал XVII века, прославился за свою отличительную храбрость во время войны с Англией, неординарные решения и способности, которые ни раз приносили ему победы.. Поныне остается одним из наиболее уважаемых мореходов в голландской историографии.

## Биография
Ян ван Бракель родился в начале XVII века; точная дата рождения неизвестна, предположительно 1638 год. В 1640 году поступил на службу во флот.
В 1657 году принимал участие в экспедиции в Средиземное море против берберских пиратов, под началом де Рюйтера, и во всех его плаваниях и походах. В 1665 году, во время второй англо-голландской войны, уже командуя фрегатом «Лебедь», Бракель был настигнут флотилией англичан и после отчаянного боя при Доггер-банке (западная часть Северного моря) сжег свой корабль и спасся с командой на шлюпках.
В бою при Дюнкерке в 1666 году, командуя брандером Lammerty Quick, нанес много вреда англичанам. В следующем году участвовал в рейде адмирала де Рюйтера на устье Темзы, командуя фрегатом «Мир». Невзирая на запрет де Рюйтера, Бракель, разрушив цепные заграждения на Темзе, поднялся вверх по реке и захватил в плен 44-пушечный фрегат Jonathan, за что был награждён золотой цепью на шею.
В бою при Солебее в 1672 году, в состав эскадры адмирала де Рюйтера, Бракель схватился на своем корабле «Осторожность» с 100-пушечным кораблем Royal-James, под флагом адмирала Монтегю, и привел его в такое состояние, что адмирал был вынужден с людьми покинуть тонущий корабль, но и корабль Бракеля пришлось отбуксировать за линию сражавшихся.
Последним походом Бракеля была успешная экспедиция в Средиземное море для уничтожения пиратов, за что Бракель был произведен в шаутбенахты (контр-адмирал).
10 июля 1690 года Бракель был убит в сражении при Бичи-Хед.
В честь него был названо инспекционное судно, построенное для королевского флота Нидерланд в 1934-ом году.